# 카를 알브레히트
카를 한스 알브레히트(Karl Hans Albrecht, 1920년 2월 20일 ~ 2014년 7월 16일)는 독일의 사업가로, 체인형 할인 슈퍼마켓 대기업 알디 (Aldi)의 창업자이다. 포브스에서 발표한 2006년도 세계 억만장자 순위에서 세계 13번째로 선정되었다. 독일 중서부 에센에서 태어났다. 아내와 2명의 아이가 있다. 테오 알브레히트는 동생으로, 제2차 세계 대전 중 독일군 병사로 복무한 경험이 있다. 1971년에 발생한 동생의 납치 사건 이후 노출을 피하고 사생활은 거의 알려지지 않았다. 취미는 골프로, 은퇴 후 1976년에 스스로 만든 전용 골프 코스에서 골프를 즐겼다. 2014년에 사망하였다. 향년 95세.